# Beyle Schaechter-Gottesman

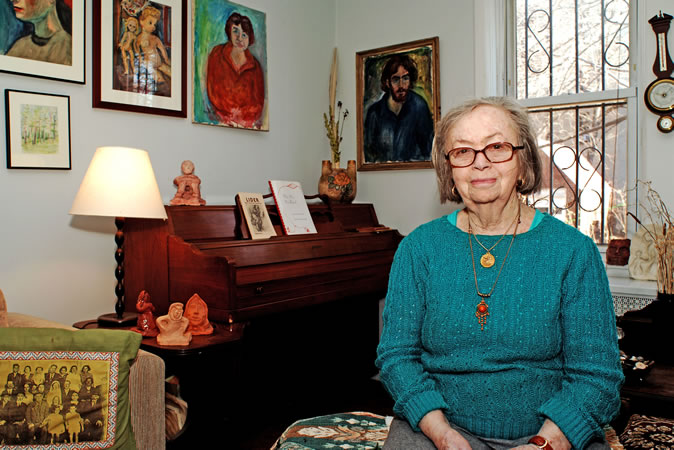
Beyle Schaechter-Gottesman, 2005

Beyle „Beyltse“ Schaechter-Gottesman, auch Bella Schaechter-Gottesman (* 7. August 1920 in Wien; † 28. November 2013 in New York City, New York) war eine austroamerikanische jiddische Dichterin und Songschreiberin.

## Leben
Sie wurde in Wien in eine osteuropäische, jiddischsprachige Familie hineingeboren; als Schaechter-Gottesman noch ein kleines Kind war, ging ihre Familie nach Czernowitz (seit 1918 als Cernăuți rumänisch). Sie wuchs in einer mehrsprachigen Umgebung auf, in der Jiddisch, Deutsch, Rumänisch und Ukrainisch gesprochen wurde; in der Schule lernte sie auch Französisch und Latein. In ihrer Familie wurde viel gesungen und ihre Mutter, Lifshe Schaechter-Widman, war bekannt für ihr breites Repertoire an Volksliedern. Schaechter-Gottesman wurde zum Kunstunterricht nach Wien geschickt, musste aber nach dem Anschluss Österreichs 1938 nach Czernowitz zurückkehren. 1941 heiratete sie den Arzt Jonas (Yoyne) Gottesman, und gemeinsam mit ihrer Mutter und mehreren anderen Familienmitgliedern überlebten sie den Krieg im Zwangsghetto Czernowitz.
Nach dem Krieg lebte Schaechter-Gottesman mehrere Jahre in Wien, wo ihr Mann als Chefarzt in den DP-Lagern der Region arbeitete. Ihre Tochter Taube wurde 1950 dort geboren; 1951 zog die Familie nach New York, wo die Gottesmans zwei weitere Kinder bekamen, Hyam und Itzik. In New York waren die Gottesmans Teil einer experimentellen jiddischen Gemeinschaft, die sich auf die Bainbridge Avenue in der Bronx konzentrierte. Dort kaufte ein halbes Dutzend jiddischsprachiger Familien Häuser in der Nachbarschaft und belebte die bestehende Sholem Aleichem Yiddish School wieder. Schaechter-Gottesman wurde ein wichtiges Mitglied dieser Gemeinschaft, indem sie Unterrichtsmaterialien, Theaterstücke und Lieder für die Schule schrieb und eine Zeitschrift für Kinder herausgab, "קינדער-זשורנאַל". ("Kinderzhurnal") und eine Zeitschrift für Kindertexte, "ענגע-בענגע". ("Enge-benge").
Schaechter-Gottesmans erster Gedichtband "מיר פֿאָרן". ("Mir Forn", Wir fahren) erschien 1963. Sie hat seither insgesamt acht Bücher veröffentlicht, darunter Gedichte für Erwachsene, Kinderbücher und Gesangsbücher, zudem drei CDs mit ihren Liedern und eine Aufnahme mit Volksliedern. Ihre Arbeit dreht sich nicht um ein einziges Thema, sondern reicht von osteuropäischen Themen bis zum zeitgenössischen New York, von unbeschwerten Kindergeschichten bis hin zu so düsteren Reflexionen wie "Di Balade Funem Elftn September" (Die Ballade vom 11. September). Ihr bekanntestes Einzelwerk ist "Harbstlid" (Herbstlied). Schaechter-Gottesmans Lieder wurden von Theodore Bikel, Adrienne Cooper, Theresa Tova, Lucette van den Berg, Susan Leviton, Michael Alpert, Lorin Sklamberg, Roman Grinberg, Sharon Jan Bernstein, Fabian Schnedler, Massel-Tov und anderen aufgeführt. Ein für ihren Neffen geschriebenes Lied, "Binyumele's Bar Mitsve", wurde von Adrienne Cooper für ihre Tochter als "Sorele's Bas Mitsve" bearbeitet und auf der CD Mikveh aufgenommen.
Für Forscher der jiddischen Volks- und Kunstmusik dient Schaechter-Gottesman weiterhin als Quelle. Sie wurde mehrfach interviewt und nahm an kulturellen Veranstaltungen wie KlezKamp, KlezKanada, Buffalo on the Roof, Ashkenaz Festival und Weimar KlezmerWochen teil. "Beyle Schaechter-Gottesman: Song of Autumn", ein 72-minütiger Film von Josh Waletsky, erschien im Sommer 2007 im Rahmen der League for Yiddish's Series "Worlds Within a World: Conversations with Yiddish Writers".  Eine neue Sammlung ihrer Gedichte, דער צוויט פֿון טעג ("Der tsvit fun teg", "The Blossom of Days"), ist im Herbst 2007 erschienen.
Schaechter-Gottesman starb am 28. November 2013 mit 93 Jahren in ihrem Haus in der Bronx.

## Auszeichnungen
1998 wurde Schaechter-Gottesman in die People’s Hall of Fame der City Lore in New York aufgenommen. 2005 erhielt sie den National Heritage Fellowship, die höchste Auszeichnung der Vereinigten Staaten in den Bereichen Volkskunst und traditionelle Kunst, der von der National Endowment for the Arts verliehen wird. Sie war die erste jiddische Dichterin bzw. Musikerin, die diese Auszeichnung erhielt.

## Familie
Die gesamte Familie Schaechter-Gottesman ist im Bereich der jiddischen Kultur produktiv. Ihre Mutter, Lifshe Schaechter-Widman, veröffentlichte 1973 eine Autobiographie, "Durkhgelebt a Velt" (Ein erfülltes Leben), und diente mit ihrer Aufnahme "Az Di Furst Avek" (Als Du fortgingst) als Quelle für Volksliedforscher. Ihr Bruder, Mordkhe Schaechter, war ein weltweit führender jiddische Linguist. Ihr Sohn, Itzik Gottesman, ist ein Erforscher der jiddischen Folklore. Ihre Nichte, Gitl Schaechter-Viswanath ist ebenfalls eine jiddische Dichterin; ihr Neffe, Binyumen Schaechter ist ein Komponist und Musikdirektor auf Jiddisch und Englisch; und ihre Nichte Rukhl Schaechter arbeitet als Journalistin beim The Forward. Ihre Enkelin Esther Gottesman unterrichtet Kinder in Jiddisch und singt auf Schaechter-Gottesmans Veröffentlichung "Fli mayn flishlang" (Fliege mein Drache).

## Belege
- Cassedy, Ellen. "Singer and Poet Gets Capitol Honor." The Forward Sep 30, 2005, p. 17
- Robinson, George. "A Real Yiddishe Mama." The New York Jewish Week Nov 18, 2005, p. 5
- Afn Shvel Fall-Winter 2006. Enthält mehrere Artikel über Schaechter-Gottesman. In Jiddisch.
- Ilse Korotin (Hrsg.): biografıA. Lexikon österreichischer Frauen. Band 1: A–H. Böhlau, Wien/Köln/Weimar 2016, ISBN 978-3-205-79590-2, S. 1063.
- Janina Wurbs: Generationenübergreifender Jiddischismus : Skizzen kultureller Biographien der Familie Beyle Schaechter-Gottesman. (= Pri ha-Pardes. Band 11). Universitätsverlag Potsdam, Potsdam 2018, ISBN 978-3-86956-423-4 (177 S., uni-potsdam.de).